# Gruner (entreprise)
Pour les articles homonymes, voir Gruner.
Gruner AG est une entreprise suisse de services d'ingénierie basée à Bâle Elle compte 21 sociétés dans 33 sites en Suisse, en Europe et international. Les domaines d'activités englobent le développement de projets, les missions de consultance et de planification générale dans le secteur du bâtiment et des infrastructures, des conseils en sécurité, des travaux de rénovation, des missions de gestion de projets et de controlling. Le Groupe Gruner compte plus de 1000 collaborateurs avec plus de 50 métiers.

## Histoire

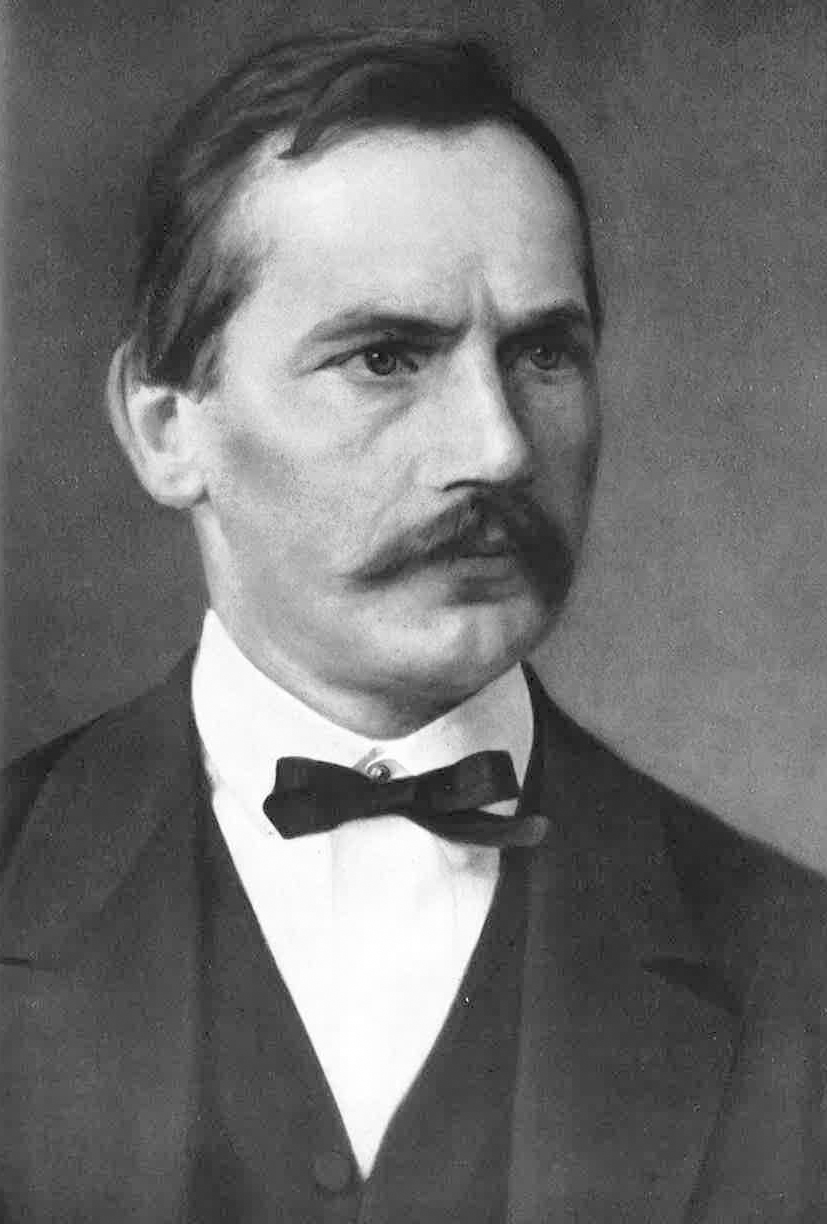
Carl Heinrich Gruner

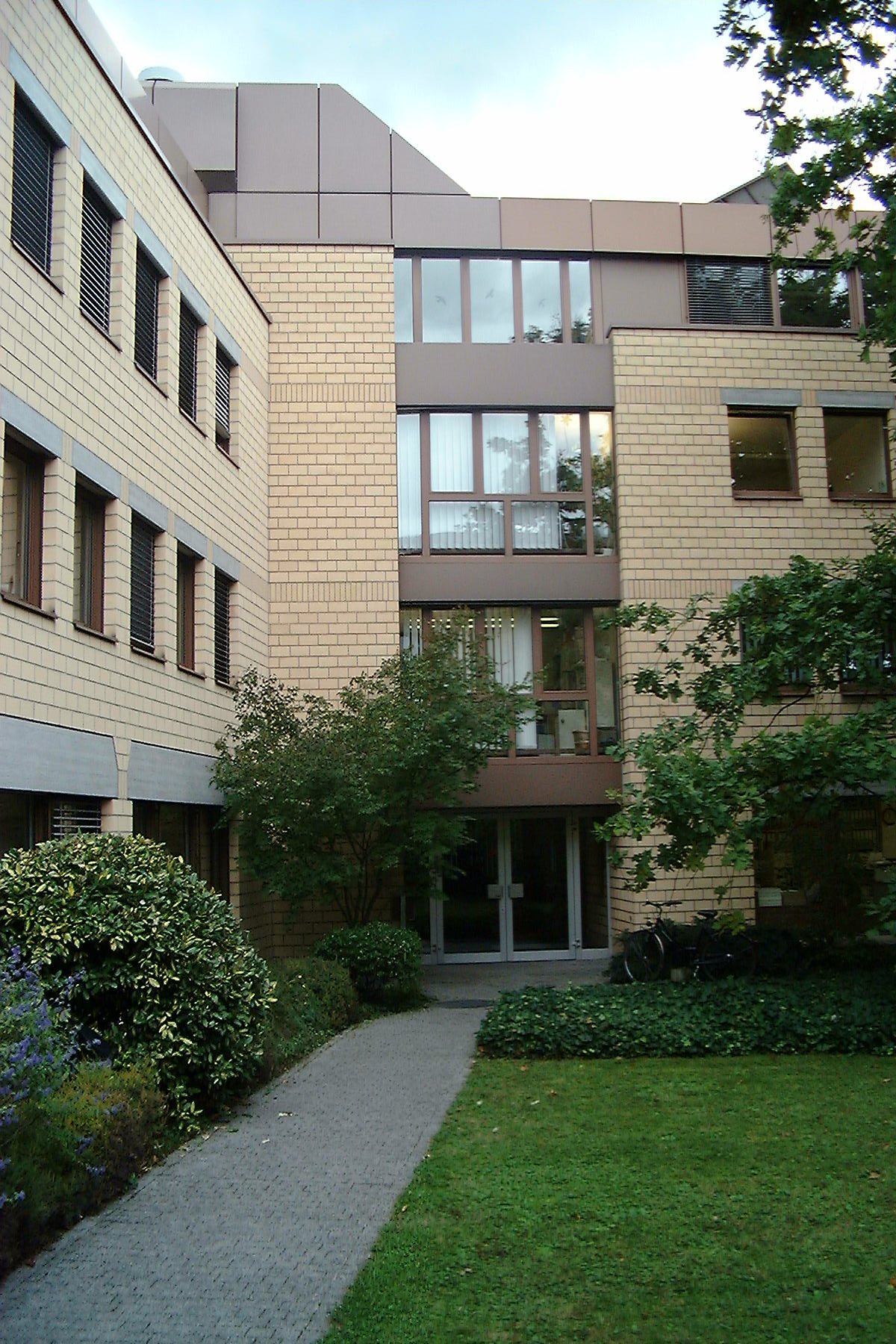
Siège principal de Gruner AG dans la Gellertstrasse, Bâle

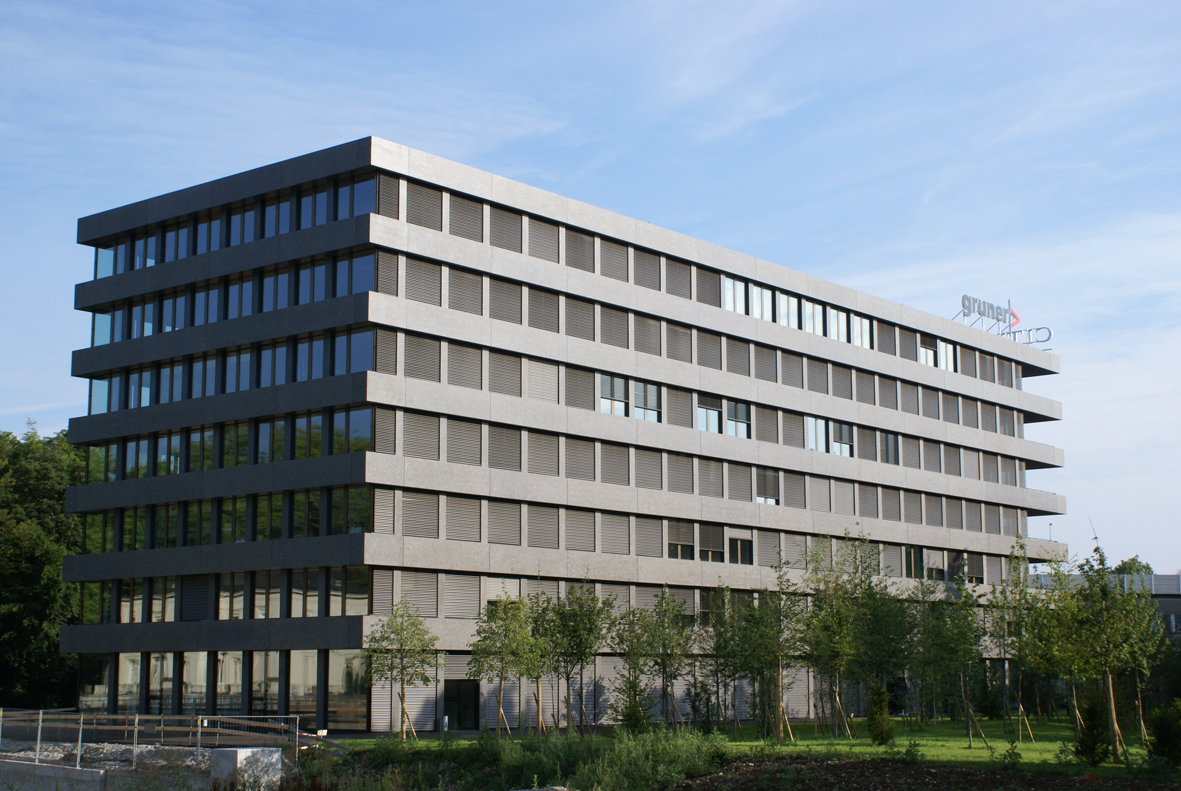
Le Citygate terminé en 2010 servant de 2e site d'exploitation à Bâle

L'entreprise a été créée par Carl Heinrich Gruner en 1862 ; son activité principale portait alors sur les systèmes d'approvisionnement en eau. Elle s'est ensuite spécialisée dans la conception de centrales d'approvisionnement de gaz et de services urbains de distribution d'eau. C'est sous la dénomination d'« Ingenieurbüro Dr Gruner » qu'a débuté en 1898 l'ère de l'ingénierie hydraulique sous la direction de Heinrich Eduard Gruner. Pendant près de 40 ans, la société a travaillé presque exclusivement dans le secteur de l'ingénierie hydraulique, des centrales hydroélectriques et des barrages dans le monde entier. C'est son fils Eduard Gruner qui, dans les années 1930, a l'idée du tunnel de base du Saint-Gothard qu'il a publiée en 1947 dans son essai intitulé « Reise durch den Gotthard-Basis-Tunnel » (Voyage à travers le tunnel de base du Saint-Gothard). Georg Gruner, le petit-fils du fondateur, rejoint le bureau en 1938. C'est alors que débute l'activité d'ingénierie dans le secteur des bâtiments. En 1942, la société Ingenieurbüro Dr H. E. Gruner + Sohn voit je jour. En 1948, la société est renommée « Gebrüder Gruner » après le décès du père Heinrich. La société s'oriente alors vers le secteur du génie civil. En 1950, la planification des transports est intégrée comme nouvelle activité dans les services proposés par l'entreprise. En 1970, l'entreprise se transforme en une société par actions (Gruner AG). En 1974, la filiale Gruneko AG voit le jour et se spécialise dans le secteur de l'énergie, plus particulièrement dans les domaines de la technique des bâtiments et des installations énergétiques.
La société Böhringer AG rejoint le Groupe Gruner en 1979 avec ses activités de génie civil au niveau au niveau communal et régional ainsi que ses systèmes d'approvisionnement et d'évacuation. 1980 est l'année de la création de la division Environnement. Les entreprises Tausky Leu Müller, Heinzelmann AG et Uli Lippuner AG rejoignent le Groupe Gruner entre 1985 et 1990. En 1992 est créée la filiale Lüem AG. La création de la société Gruner + Partner GmbH a Leipzig a lieu en 1993. En 2000, les divisions Planification générale et Sécurité voient le jour. En 2001, la filiale Tausky Leu Müller, Bauingenieure AG est renommée Gruner AG Ingenieure und Planer.  La société Frey Strub AG devient en 2001 une filiale de Heinzelmann AG. En 2005, la société Heinzelmann AG est renommée Gruner Ingenieure AG. En 2005 également, la société Berchtold + Eicher Bauingenieure AG devient membre du Groupe Gruner. La société Roschi + Partner AG active dans la planification énergétique et la technique des bâtiments est intégrée en 2006 dans le Groupe Gruner. Les sociétés du Groupe Wepf sont transférées en 2008 vers Gruner + Wepf Ingenieure AG, à Saint-Gall et Gruner + Wepf Ingenieure AG, à Zurich. La société Gruner GmbH est créée la même année en Autriche afin de renforcer la présence du groupe dans ce pays. Le bureau d'ingénieurs H. Tanner devient en 2009 une filiale de Gruner Ingenieure AG. La même année, la société Gruner International Ltd est fondée pour intensifier les activités à l'étranger. La société Kiwi Systemingenieure und Berater AG devient membre du Groupe Gruner en 2011. Grâce à la création de Gruner Peru S.A.C. à Lima, le groupe est désormais représenté au Pérou. 2012 le Groupe Gruner fête ses 150 ans d'existence. Stucky SA a été intégrée au sein du Groupe Gruner en 2013. Les deux entreprises de tradition sont réunies par une histoire commune: Alfred Stucky, qui a fondé le bureau d'ingénieurs Stucky en 1926, a travaillé chez Gruner à Bâle de 1917 à 1923 – d'abord comme ingénieur assistant, puis comme ingénieur en chef et associé. Aussi en 2013 Gruner fonde à Stuttgart une entreprise proposant des solutions de protection incendie, Gruner GmbH Stuttgart. En 2014 les sociétés membres du Groupe Gruner, réparties dans le monde entier, sont régroupées sous la marque Gruner, à l'exception de Stucky SA.

## Compétences centrales
1. Planification générale - Qu’il s’agisse de constructions nouvelles, de rénovations ou de réaffectations, Gruner assure la planifica-tion générale en ce qui concerne la technique de la construction et du bâtiment, la construction d’installations et l’environnement.
2. Construction - Dans les domaines de l’ingénierie du bâtiment comme dans la construction de ponts, Gruner conçoit des structures porteuses qui se fondent parfaitement dans leur environnement. Nos spécialistes disposent des connaissances nécessaires sur les cycles d’entretien et de rénovation pour conseiller leurs clients sur les mesures à prendre en vue d’entretenir les ouvrages ou d’accroître la valeur des bâtiments. S’agissant des bâtiments du secteur du ciment, le Groupe Gruner conseille ses clients en matière de planification stratégique et d’études de faisabilité pour toutes les questions techniques et géotechniques, et les aide lors de la planification et de l’exécution.
3. Infrastructures - Le Groupe Gruner développe une solution sur mesure garante d’un fonctionnement et d’une qualité du-rables. Dans le cas de projets relatifs à des infrastructures de transport, cela signifie traiter des études préliminaires et de faisabilité jusqu’à exécution, ainsi que lors d’entretiens et de rénovations, ce afin de garantir la coexistence des transports publics et individuels. Le Groupe Gruner assume également la di-rection globale et la direction de projet, et procure assistance aux maîtres d’ouvrage dans les domaines du génie civil, du génie hydraulique et de la construction de tunnels.
4. Installations énergétiques, construction de conduites - Le portefeuille de prestations du Groupe Gruner englobe les conseils techniques, la planification et la direction de projets et de travaux pour les centrales hydroélectriques, la géothermie, les installations énergétiques, le transport et la distribution d’énergie. Sont employées des énergies renouvelables (géothermie, biomasse, eau, énergie solaire), dont l’utilisation est étudiée en permanence. Les spécialistes de Gruner proposent une offre allant de l’étude de faisabilité à la réalisation, qu’il s’agisse de nouvelles installations, d’augmentation des performances ou d’assainissements.
5. Technique du bâtiment - Les systèmes techniques du bâtiment intégralement coordonnés à l’architecture et à la structure statique font partie des missions clés de nos spécialistes en planification technique des bâtiments. Le Groupe Gruner attache une grande importance à la durabilité et à l’efficience énergétique des bâtiments afin de préserver l’environnement et de permettre la réalisation d’économies énergétiques.
6. Environnement - Toute planification ayant des répercussions sur l’environnement et sur la société, le Groupe Gruner éla-bore une planification responsable, respectueuse de l’environnement et sûre.
7. Sécurité - Qu’il s’agisse de questions isolées ou de projets de grande ampleur (structures, ouvrages de génie civil ou souterrains), des solutions durables associant méthodologie, expérience de longue date et solide capacité de mise en œuvre sont pensées pour répondre aux questions de sécurité.

## Sociétés du Groupe Gruner
- Gruner Berchtold Eicher (Zoug)
- Gruner Böhringer AG (Oberwil BL)
- Gruner GmbH (Leipzig, Allemagne)
- Gruner GmbH (Vienne, Autriche)
- Gruner GmbH, Köln
- Gruner GmbH, Stuttgart
- Gruner Gruneko (Bâle)
- Gruner Ingenieure AG (Brugg)
- Gruner Kiwi AG (Dübendorf)
- Gruner Ltd International (Bâle)
- Gruner Lüem AG (Bâle)
- Gruner Peru S.A.C. (Lima, Pérou)
- Gruner Roschi AG (Köniz BE)
- Gruner SA (Bâle)
- Gruner Wepf Ingenieure AG, St. Gallen (Saint-Gall)
- Gruner Wepf Ingenieure AG, Zürich (Zurich)
- Stucky Asia (Bangkok, Thaïlande)
- Stucky Balkans (Belgrade, Serbie)
- Stucky Caucasus (Tbilissi, Géorgie)
- Stucky SA (Renens VD)
- Stucky Teknik Eng. & Cons. Comp. Ltd (Ankara, Turquie) [5]

## Sites
- Suisse : Aarau, Appenzell, Arbon, Bâle, Berne, Brugg, Buchs SG, Degersheim, Dübendorf, Flawil, Fribourg, Grabs, Martigny, Oberwil BL, Olten, Renens VD, Rickenbach bei Wil, Rodersdorf, Solothurn, Stein, Saint-Gall, Teufen AR, Wil SG, Zug, Zurich

- Europe/International : Ankara (TR), Bangkok (TH) Belgrade (SR), Cologne (D), Leipzig (D), Lima (PE), Tbilissi (GE), Vienne (A)

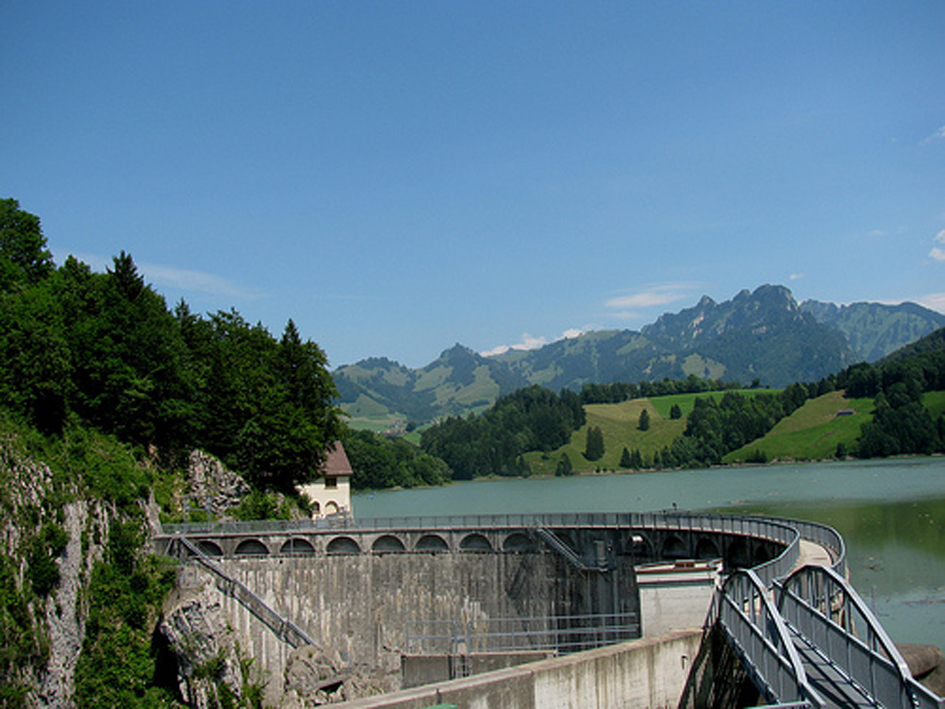
Barrage-voûte de Montsalvens (génie civil)

## Projets

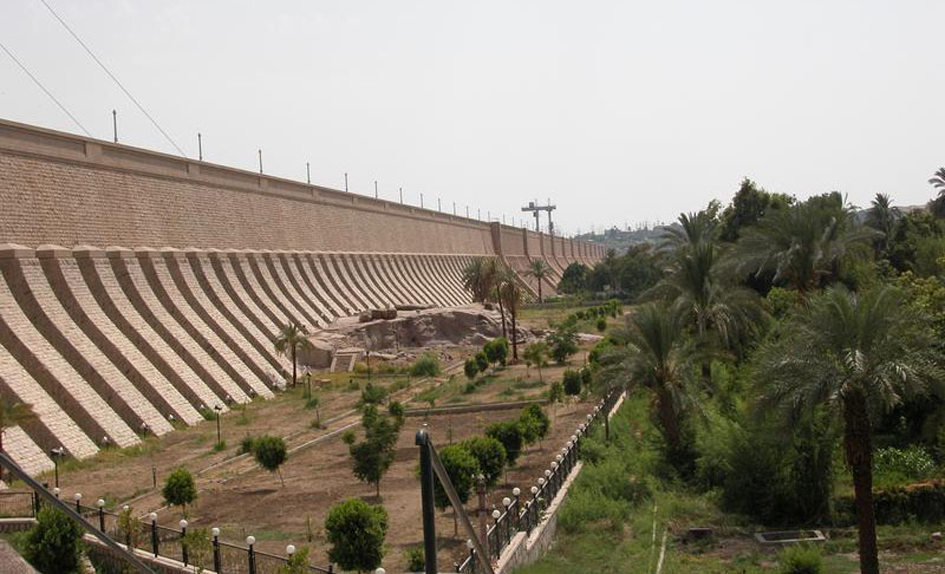
Le barrage d'Assouan

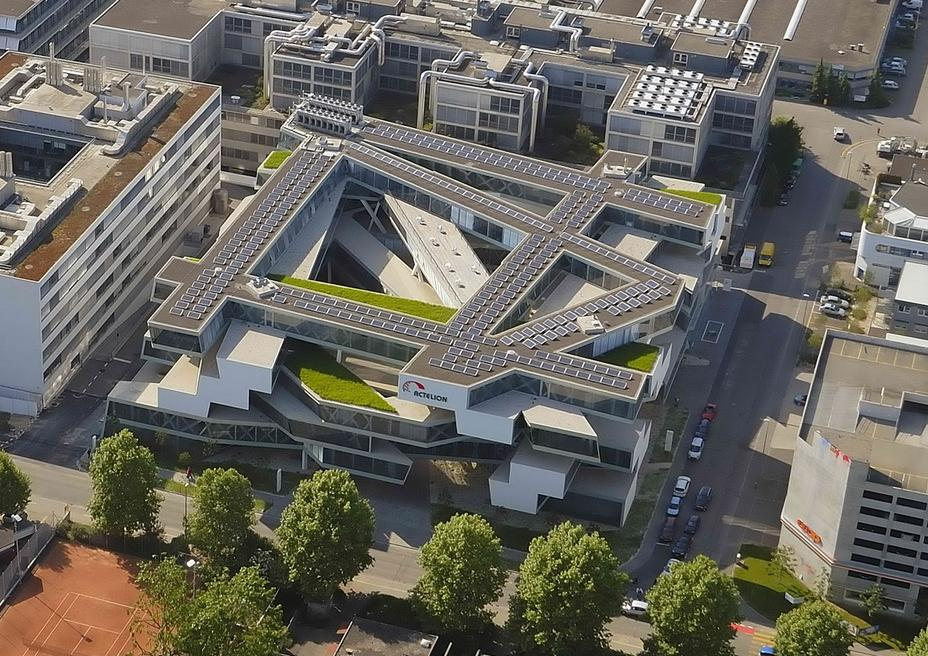
Vue aérienne du bâtiment Actelion à Allschwil, Suisse

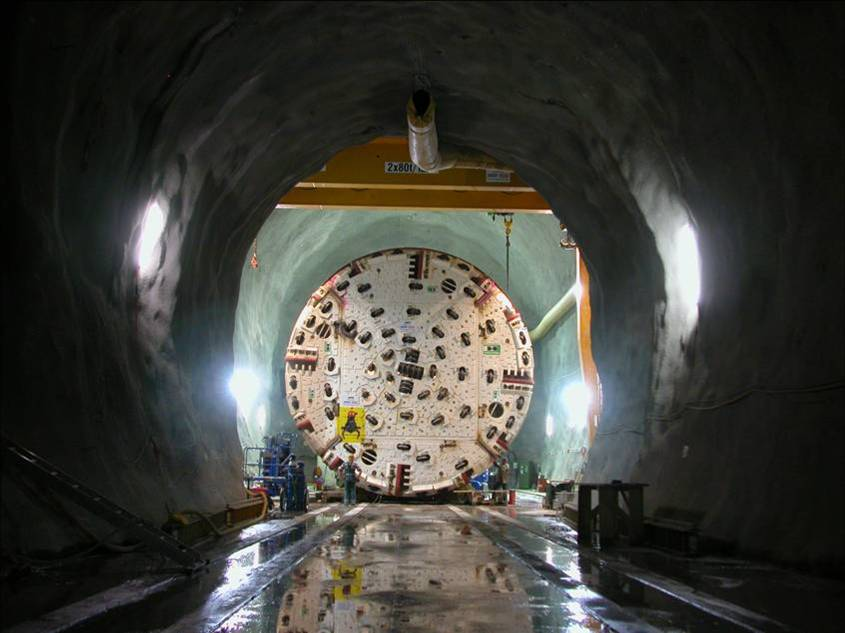
Le tunnel de base du Saint-Gothard en construction

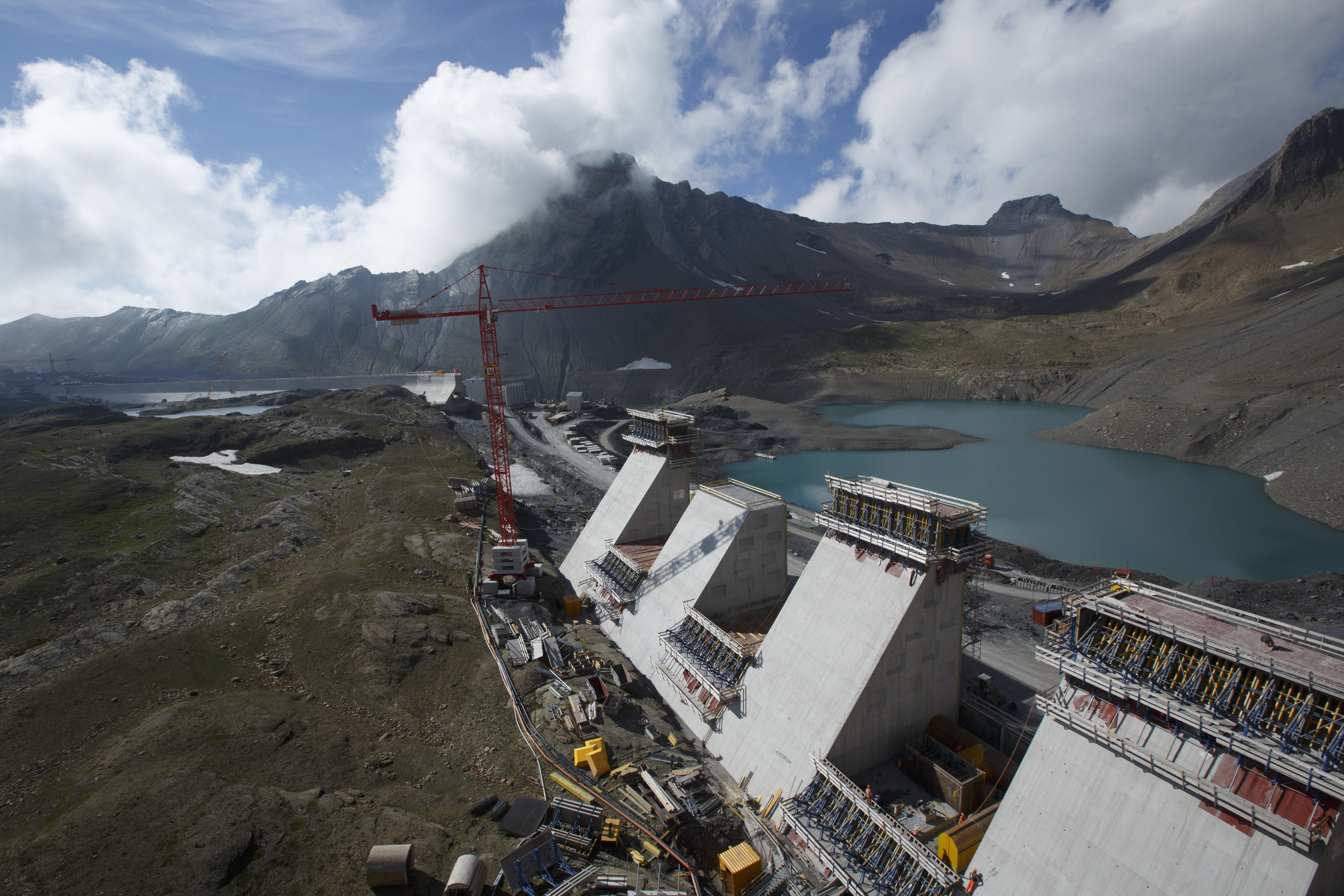
Barrage du Muttsee, Alpes glaronnaises

- Barrage-voûte de Montsalvens, 1920
- Rheinkraftwerk Albbruck-Dogern, 1933/2009
- EuroAirport Bâle-Fribourg-Mulhouse, 1949/1969
- Barrage d'Assouan, 1952
- Barrage de Konar, Inde, 1954
- Immeuble Ciba, Bâle, 1964
- Incinérateur d'ordures ménagères, Bâle, 1967–1969
- Banque des règlements internationaux (BRI), Bâle, 1976
- Cimenterie Al Ain, VAE, 1978–1980
- Laboratoire, Abu Dhabi, 1982
- Schilthorn, 1988
- Géothermie Riehen, 1988
- Installation de chauffage central, Bâle, 1988/1989
- Centrale de Pradella, 1990
- Installation d'épuration des eaux usées Sissach, 1990–1994
- Hôpital cantonal Liestal, 1990-2002
- Tangente Nord, Bâle, 1994
- Tunnel de base du Saint-Gothard Nord, 1994–2010
- Parking de la gare centrale Bâle, 1995-1999
- Tunnel Chienberg, Sissach, 1996–2004
- Pont sur le Rhin Laufenburg, 2002–2004
- Ultra-Brag AG, Bâle, 2007–2009
- Futuro, Liestal, 2007–2009
- Actelion Pharmaceuticals Ltd, Allschwil, 2007/2011
- Zürich West, 2008–2011
- Prime-Tower, Zurich, 2009/2010
- Nouveau bâtiment de la Foire de Bâle, 2010-2013
- Barrage du Muttsee, Alps glaronnaises, 2009-2015
- Le circle @ aéroport du Zurich, 2015-2018
- Barrage-voûte de Cambambe, Angola, 2013
- Surélévation du barrage de Vieux-Emosson, Valais, Suisse, 2012-2015
- Grosspeter Tower, Bâle
- Hôpital universitaire pédiatrique, Zurich

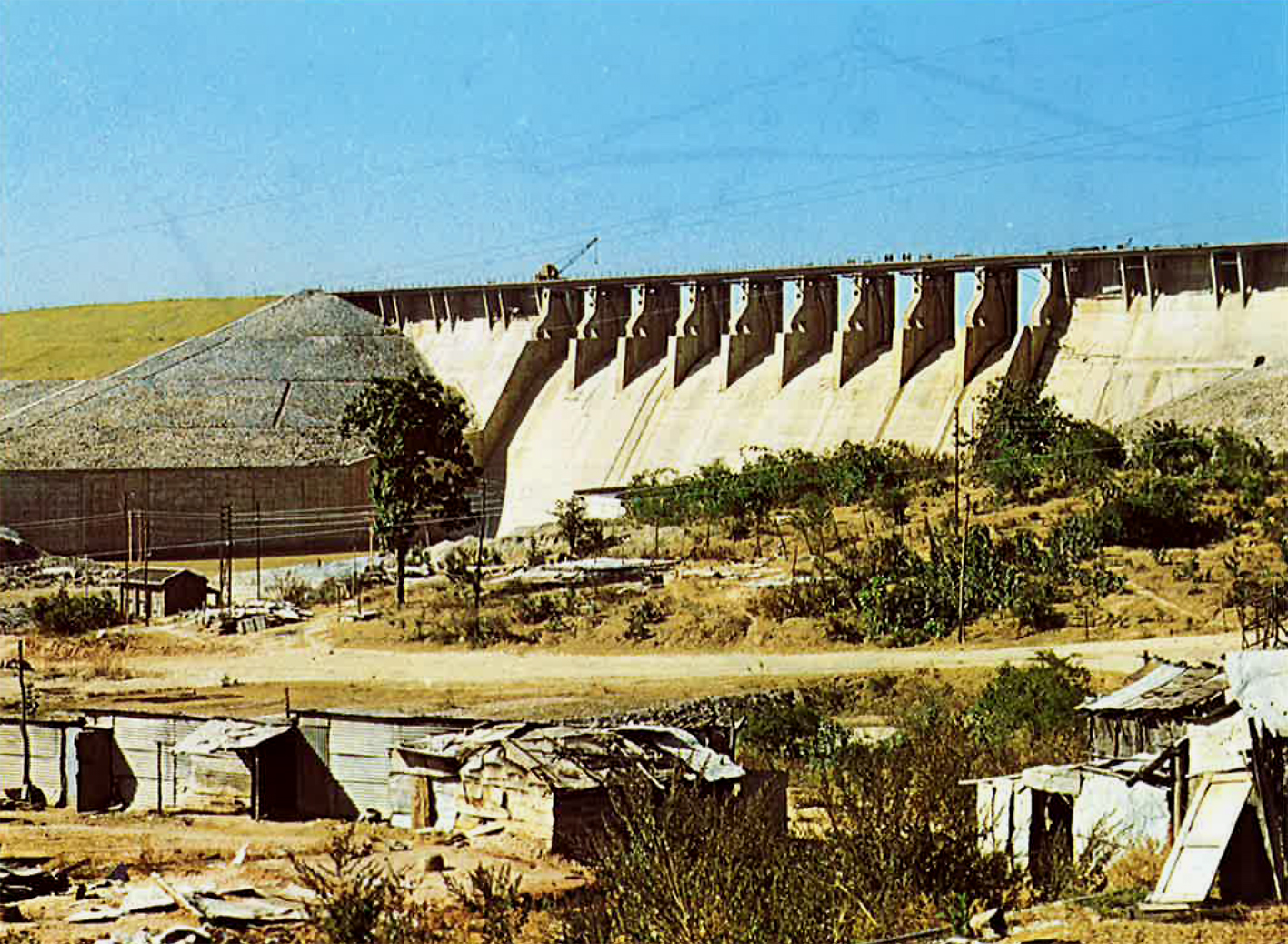
Barrage de Konar, Inde,1964
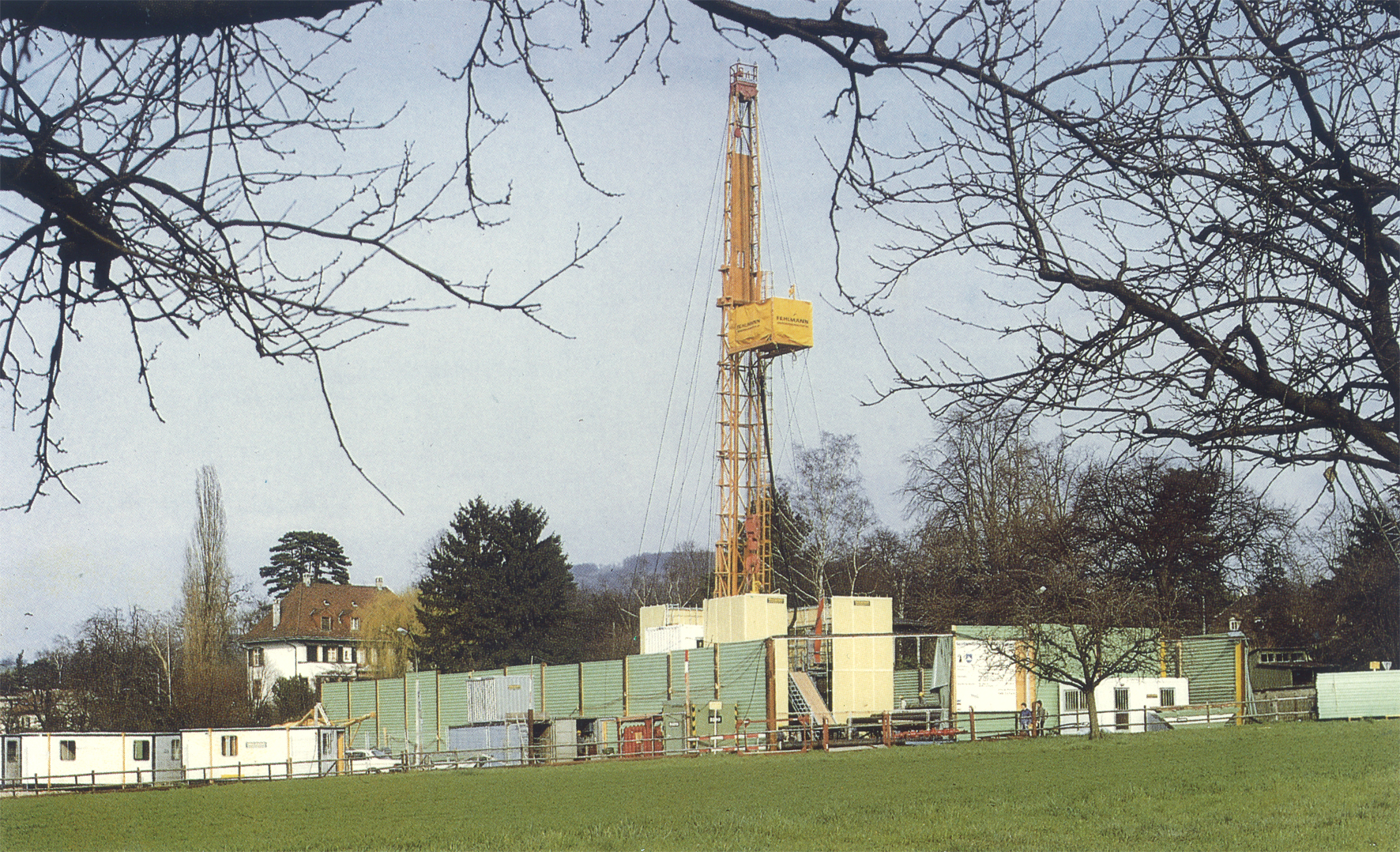
Géothermie à Riehen, 1988
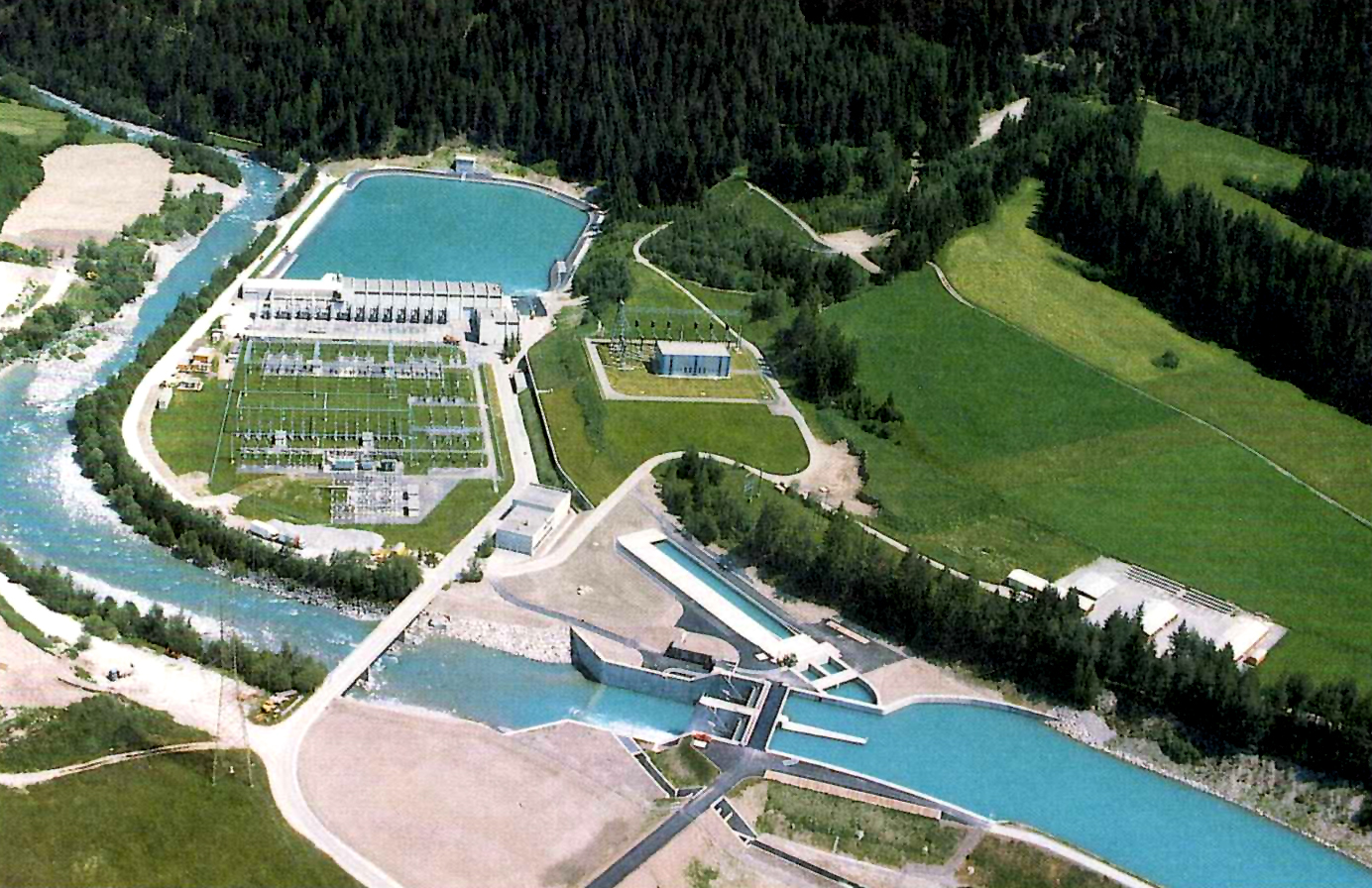
Centrale électrique Pradella, 1990
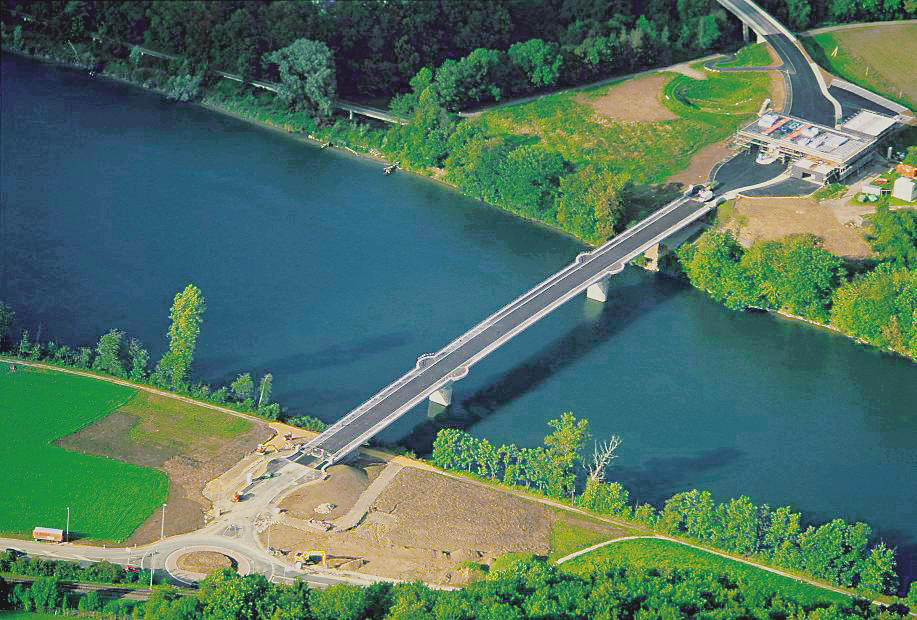
Ponts sur le Rhin à Laufenburg, 2002-2004
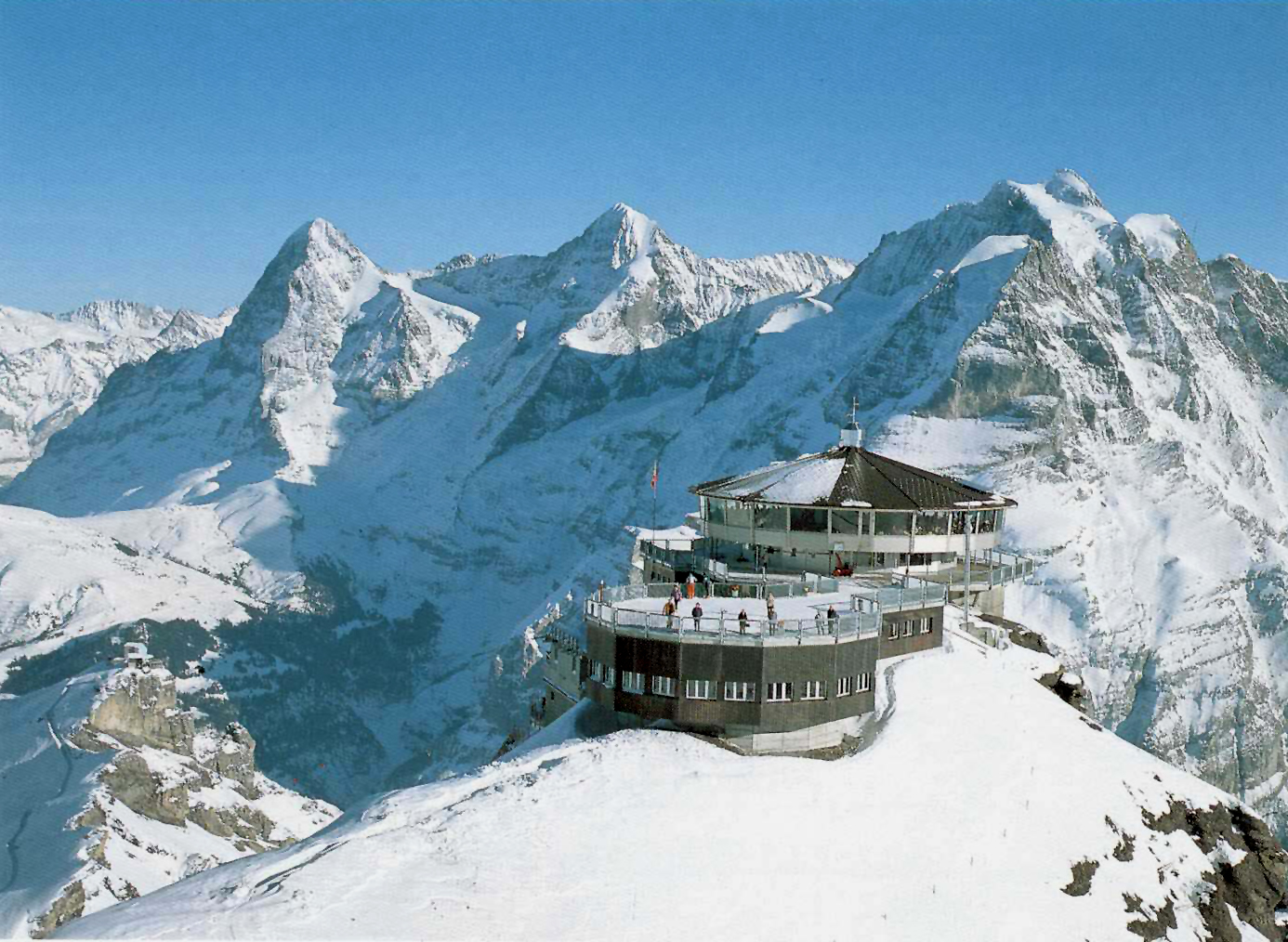
La station au sommet du Schilthorn, 1988
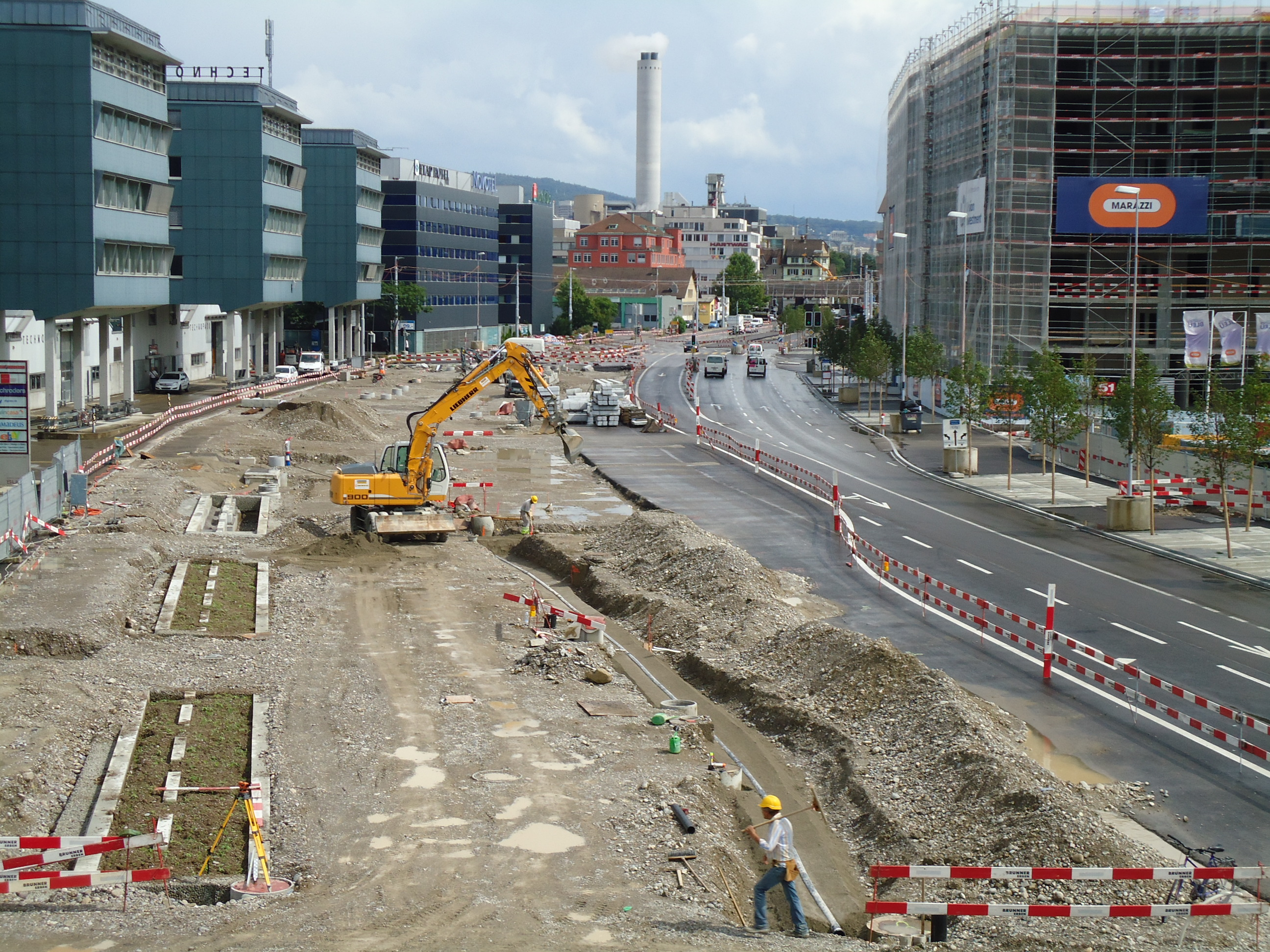
Construction de trams, Zurich Ouest, 2008-2011